# Maoizem
Maoizem oziroma misel Mao Zedonga (tradicionalne pismenke: 毛泽东思想; poenostavljene pismenke: 毛泽东思想; pinyin: Máo Zédōng sīxiǎng) je marksizem-leninizem, kot ga je razvil in konkretiziral Mao Zedong (tradicionalne pismenke: 毛澤東; poenostavljene pismenke: 毛泽东; pinyin: Máo Zédōng) v razmerah kitajske socialistične revolucije. 
Na Kitajskem se, v primerjavi z izrazom maoizem, veliko pogosteje uporablja izraz misel Mao Zedonga. Ko je bil Mao Zedong še živ, ni dovolil uporabe izraza maoizem (tradicionalne pismenke: 毛主義; poenostavljene pismenke: 毛主义; pinyin: máozhǔyì), ker je menil, da je končnica -izem primerna le za začetnika komunističnega gibanja, Marxa in Lenina. Bil je mnenja, da so njegove ideje manj pomembne od idej Marxa in Lenina, ker naj bi njune osnovne teorije le prilagodil razmeram na Kitajskem.
Maoizem je veljal za uradno vojaško in politično ideologijo Komunistične partije Kitajske do leta 1978, ko je takratni de facto vodja Deng Šjaoping naznanil novo doktrino imenovano socializem s kitajskimi značilnostmi. 

## Glavni koncepti maoizma
Najpomembnejša razlika med maoizmom in marksizmom-leninizmom je, da je v maoizmu kmečko prebivalstvo tisto, ki vodi socialistično revolucijo. Druga pomembna razlika pa je Maotov poudarek na primarnosti zavesti (in ne materialnih pogojev) za uspeh revolucije: ne glede na razmerje posameznika do produkcijskih sredstev, lahko vsak, ki ima zadostno voljo, spozna, da je komunizem dober družbeni sistem; prav tako je z odločnostjo mogoče doseči spremembe ne glede na dejanske, obstoječe materialne pogoje.

#### Ljudska vojna
Ljudska vojna (poenostavljene pismenke: 人民战争; tradicionalne pismenke: 人民戰爭; pinyin: rénmín zhànzhēng) je vojaška strategija, ki so jo uporabljali pod poveljstvom Mao Zedonga. Zanjo je značilno, da se vojaške sile pomaknejo na daleč na podeželje, kjer se z uporabo gverilskega vojskovanja bojujejo proti nasprotniku. Na podeželju zavzamejo mesta in ustanovijo t.i. rdeče baze - sovjete, kjer izvajajo socialistično politiko. Pri tem je ključnega pomena, da ohranijo podporo ljudstva. Veleposestnikom odvzamejo posestva, izvajajo zemljiške reforme, zagotovijo šolanje in zdravstvo. Cilj ljudske vojne je, da osvobojene rdeče baze sčasoma obkolijo in zavzamejo večja mesta in s tem celotno državo.
Najbolj znan primer sovjeta je bil na območju mesta Yan’an (延安; pinyin: Yán'ān), v provinci Shaanxi, kamor so se kitajski komunisti zatekli po dolgem pohodu (1934-1935). To območje je predstavljalo glavno oporišče Komunistične partije Kitajske (v nadaljevanju KPK) med leti 1936 in 1948. To obdobje predstavlja najpomembnejši razvoj maoizma in KPK ter utrditev Maotovega položaja na vrhu partije. Izvajali so razne družbene politike in opazovali njihove posledice. 

#### Nova demokracija
Nova demokracija (poenostavljene pismenke: 新民主主义; tradicionalne pismenke: 新民主主義; pinyin: xīn mínzhǔ zhǔyì) je antiimperialistično in antifevdalno gibanje pod vodstvom proletariata.  V marksistični teoriji velja, da uspešnemu boju proti imperializmu in fevdalizmu sledi obdobje kapitalizma, v katerem postane proletariat najštevilčnejši družbeni razred in tako poruši družbeni razred buržoazije. Mao je trdil, da to v primeru Kitajske ne drži, saj kapitalizem v tistem času še ni dosegel vrhunca in tako ne bi mogel biti porušen s strani proletariata. Zato je predvidel, da bi moral biti prvi korak k vzpostavitvi socialistične družbe sprememba polkolonialne in polfevdalne kitajske družbe v samostojno demokratično družbo, drugi korak pa revolucija, s katero bi vzpostavili socialistično družbo.

#### Masovna linija
Masovna linija (poenostavljene pismenke: 群众路线; tradicionalne pismenke: 群衆路綫; pinyin: qúnzhòng lùxiàn) predstavlja idejo, da morajo člani KPK ravnati v skladu z željami ljudstva in jih postavljati na prvo mesto. Zato naj bi člani KPK hodili med ljudi, jih nagovarjali, poizvedovali kakšne so njihove potrebe ali težave in v skladu z marksistično-leninistično teorijo izoblikovali nadaljnjo politiko partije. 

#### Kulturna revolucija
Kulturna revolucija (文化大革命; pinyin: wénhuà dàgémìng) je bilo gibanje usmerjeno proti reakcionarjem in proti štirim starim: starim idejam, starim običajem, starim navadam in stari kulturi.  Mao je trdil, da diktatura proletariata ne izniči buržoazne ideologije in da se razredni boj nadaljuje tudi v socializmu. Zato naj bi se v okviru kulturne revolucije bojevali proti takšnim nagnjenjem. 

#### Doktrina nasprotij
O doktrini nasprotij (poenostavljene pismenke: 矛盾论; tradicionalne pismenke: 矛盾論; pinyin: máodùn lùn) je Mao pisal v filozofskem eseju Razprava o nasprotjih (poenostavljene pismenke: 矛盾论; pinyin: máodùn lùn) dokončanem leta 1937. V eseju razpravlja, da je vse v življenju posledica nasprotovanja in ugotavlja, da obstaja razlika med antagonizmom in nasprotovanjem. Kot primer navede boj proti monarhiji leta 1911, ko sta se povezala družbena razreda buržoazije in proletariata. V boju sta se kljub nasprotjem povezala, ker to ni bilo antagonistično. Mao v eseju ne zanika, da bodo nasprotja v komunistični družbi vedno obstajala, a trdi, da lahko postanejo nepomembna. 

### Vpliv maoizma po svetu
Vpliv maoizma je posebej velik v agrarnih državah v razvoju, še posebej v Aziji. Maoistične stranke so aktivne v Indiji, Nepalu, na Filipinih in tudi v Peruju. 
Maoistična stranka v Peruju se imenuje Sijoča pot. Ustanovljena je bila leta 1970 kot posledica notranjih sporov v perujski komunistični stranki. Njihovi privrženci so bili predvsem Indijanci, saj so v gibanju poudarjali nepravično porazdelitev bogastva med njimi in perujsko elito. Z uporabo nasilja so zavzeli velika območja. V EU, ZDA in Kanadi je ta stranka danes opredeljena kot teroristična organizacija. 
Maoistična stranka v Indiji je posledica številnih sporov znotraj indijskega komunističnega gibanja. Prva komunistična stranka v Indiji je bila ustanovljena leta 1920. Čez nekaj let je bila pod vodstvom Charu Majumdarja ustanovljena skupina, ki se je odločila za uporabo maotove vojaške taktike ljudske vojne. S policijo so se prvič sprli leta 1967 v naselju Naxalbari, kjer so potekali nasilni protesti kmetov proti veleposestniku, ki naj bi od njih zahteval prevelike davke. Majumdarja so kmalu za tem ujeli in v času pripora tudi ubili. Po tem incidentu je nastalo veliko skupin, ki so se zavzele za naxalbarijsko pot in ki so imele slogane kot je “kitajski voditelj je naš voditelj”. Trenja med indijsko vlado in maoistično stranko Indije potekajo še danes. 